# Coelogyne stricta
Coelogyne stricta é uma espécie de orquídea epífita, família Orchidaceae, que habita desde o Himalaia até a Indochina.